# Armada

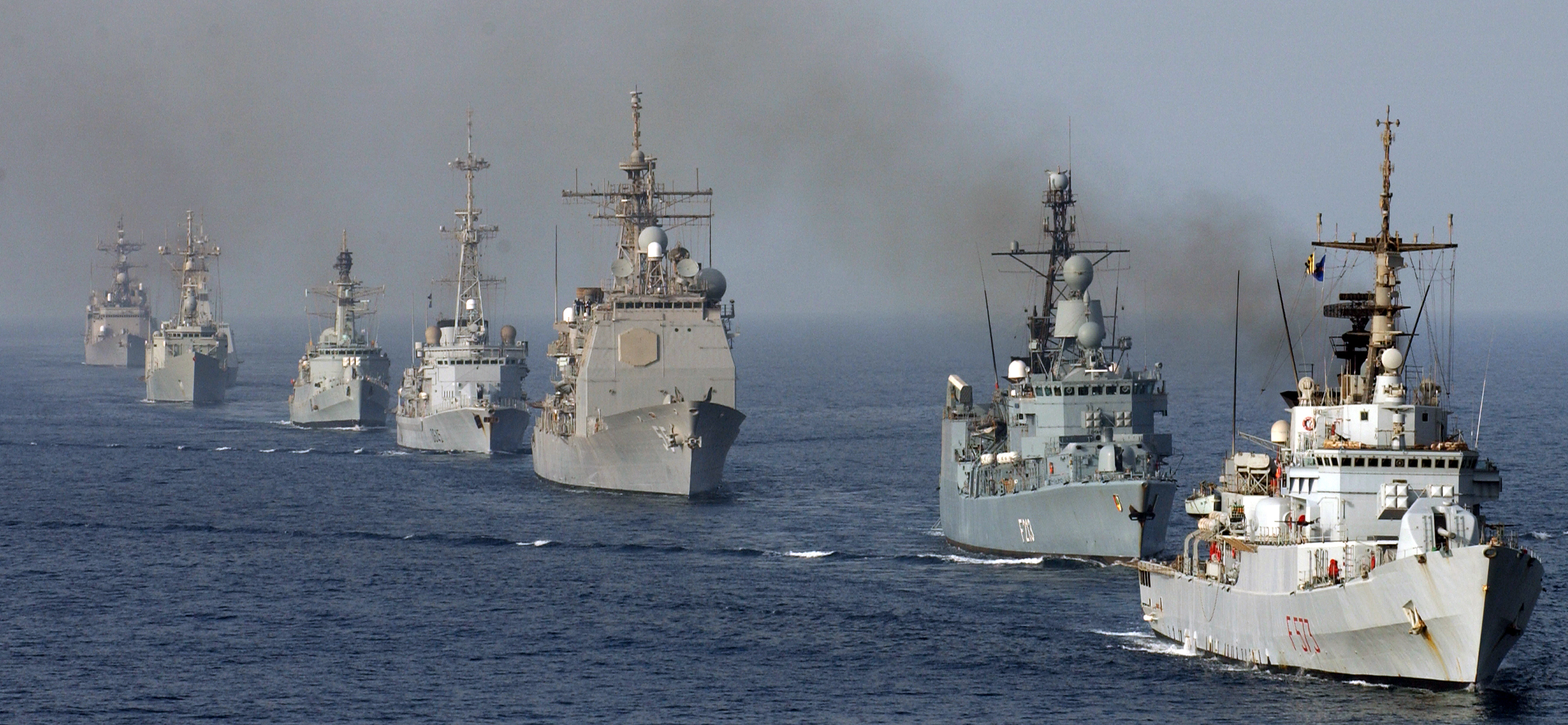
La fuerza multinacional combinada CFT-150. Los países que contribuyen a la CTF-150 incluyen Australia, Canadá, Francia, Alemania, Italia, Pakistán, Nueva Zelanda, España, el Reino Unido y los Estados Unidos. La Fuerza CTF-150 se estableció para monitorear, inspeccionar, abordar y detener envíos sospechosos en el Mar de Arabia del Norte para apoyar la llamada Operation Iraqi Freedom (Operación Libertad Iraquí) en el marco de la guerra de Irak. En la imagen 3 barcos de EE. UU., uno del Reino Unido, uno de Italia, uno de Alemania, y otros dos barcos no identificados.

La armada o marina de guerra es el servicio armado encargado de la defensa de un país por mar o tierra. Para esto opera con destructores, fragatas, corbetas, buques balizadores, remolcadores, dragaminas, buques de asalto anfibio y algunas con portaviones, submarinos y minisubmarinos. Además poseen una aviación naval, una fuerza de infantería de marina utilizada para operaciones anfibias, medios de comunicaciones, de entrenamiento, etc., sumado esto a todo su personal, tanto militar como civil.
La función ofensiva estratégica de una armada es la proyección de fuerza en zonas situadas más allá de las costas de un país (por ejemplo, para proteger las rutas marítimas, disuadir o hacer frente a la piratería, transportar tropas o atacar a otras armadas, puertos o instalaciones costeras). El propósito estratégico defensivo de una armada es frustrar la proyección marítima de la fuerza por parte de los enemigos. La tarea estratégica de la armada también puede incorporar la disuasión nuclear mediante el uso de misiles balísticos lanzados desde submarinos. Las operaciones navales pueden dividirse a grandes rasgos entre aplicaciones fluviales y litorales (armada de aguas marrones), aplicaciones en mar abierto (armada de aguas azules), y algo intermedio (armada de aguas verdes), aunque estas distinciones se refieren más al alcance estratégico que a la división táctica u operativa.

## Etimología y significados
La palabra armada según el Diccionario de la lengua española tiene como su segunda acepción el significado de "escuadra". La primera acepción es "provisto de armas". El término "marina de guerra" aparece en el Diccionario de la lengua española bajo el epígrafe "marino, marina". Se menciona como sinónimos "armado, armada", "flota" y "escuadra". Escuadra es un "conjunto de buques de guerra".
Atestiguada por primera vez en inglés a principios del siglo XIV, la palabra "navy" procede del francés antiguo navie, "flota de barcos", del latín navigium, "un navío, un barco, barca, bote", de navis, "barco".  La palabra "naval" procede del latín navalis, "perteneciente a la nave"; cf. griego. griego ναῦς (naus), "barco", ναύτης (nautes), "marinero, marinero". La forma más antigua atestiguada de la palabra se encuentra en la palabra compuesta 𐀙𐀄𐀈𐀗 del griego micénico, na-u-do-mo (*naudomoi), "constructores de barcos", escrita en escritura silábica Lineal B. .
La palabra antiguamente denotaba flotas tanto de carácter comercial como militar. En el uso moderno, "marina" utilizada sola siempre denota una flota militar, aunque el término "marina mercante" para una flota comercial sigue incorporando el sentido de la palabra no militar. Este solapamiento en los sentidos de las palabras entre flotas comerciales y militares surgió de la naturaleza intrínsecamente de doble uso de las flotas; hace siglos, la nacionalidad era un rasgo que unificaba una flota tanto para usos civiles como militares. Aunque la nacionalidad de los buques comerciales tiene poca importancia en el comercio en tiempos de paz, salvo para evitar impuestos, puede tener mayor significado en tiempos de guerra, cuando cadena de suministro se convierte en asunto de ataque y defensa patriótica, y cuando en algunos casos los buques privados se convierten incluso temporalmente en buques militares. Esto último era especialmente importante, y común, antes de que existiera la tecnología militar del siglo XX, cuando el mero hecho de añadir artillería e infantería de marina a cualquier velero podía hacerlo tan marcial como cualquier buque de propiedad militar. El corsarismo ha quedado obsoleto en la estrategia en aguas azules desde que los modernos sistemas de misiles y aviación se impusieron a la artillería y la infantería en muchos aspectos, pero sigue siendo potencialmente relevante en la litoral de naturaleza limitada y asimétrica.

## Historia
La guerra naval se desarrolló cuando los humanos lucharon por primera vez desde embarcaciones acuáticas. Antes de la introducción del cañón y de barcos con capacidad suficiente para portarlos, la guerra naval consistía principalmente en acciones de embestida y abordaje. En la época de la antigua Grecia y el Imperio Romano, la guerra naval se centraba en embarcaciones largas y estrechas propulsadas por bancos de remeros (como los trirremes y los quinquerremes) diseñadas para embestir y hundir embarcaciones enemigas o ponerse a su lado para poder atacar cuerpo a cuerpo a sus ocupantes. La guerra naval continuó en esta línea durante la Edad Media hasta que el cañón se convirtió en algo común y capaz de recargarse con la suficiente rapidez como para ser reutilizado en la misma batalla. 

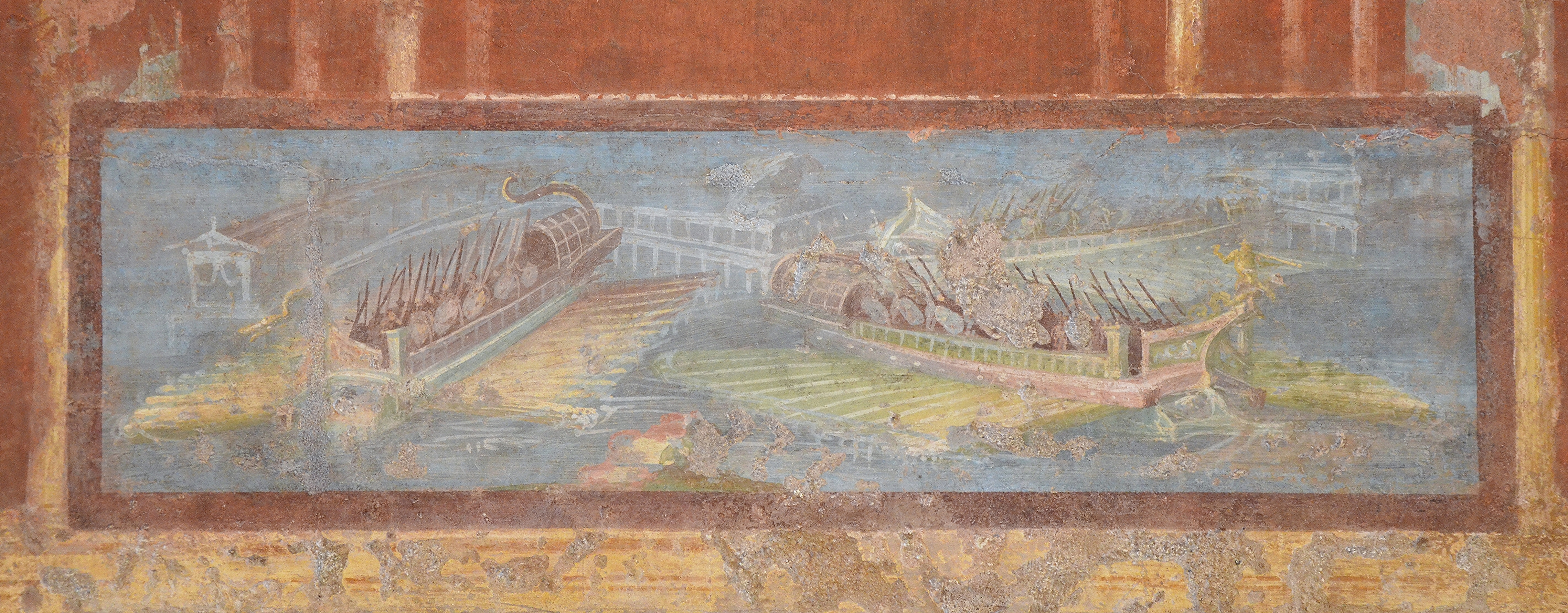
Pintura mural del cuarto estilo con naumachia (trirremes), detalle de un panel del pórtico del Templo de Isis en Pompeya, Museo Arqueológico Nacional de Nápoles

. En la China antigua, se conocían grandes batallas navales desde la dinastía Qin (véase también Batalla de los Acantilados Rojos, 208), empleándose la guerra de juncos durante la dinastía Han. Sin embargo, la primera armada oficial permanente de China no se estableció hasta la  dinastía Song del Sur en el siglo XII, una época en la que la pólvora era una nueva y revolucionaria aplicación a la guerra.  La Dinastía Chola en Sur de la India tenía una armada compuesta por barcos comerciales que transportaban ejércitos a ultramar. La Armada Chola alcanzó su apogeo bajo Rajendra I, y fue utilizada sobre todo en las invasiones de Sri Lanka y Sudeste Asiático. 

## Tipos de armadas
En esta clasificación, cada uno de los distintos niveles engloba al anterior.
- Marina de guerra: sería la que opera con buques en el mar o en ríos y lagos navegables. Pese a ser la más simple, es una decisión costosa y exige no solo disponer de los buques, sino también de puertos, instalaciones para reparaciones y personal especializado. Por eso, no todos los países del mundo pueden contar realmente con una marina de guerra (pese a disponer de costa o ríos y lagos navegables).

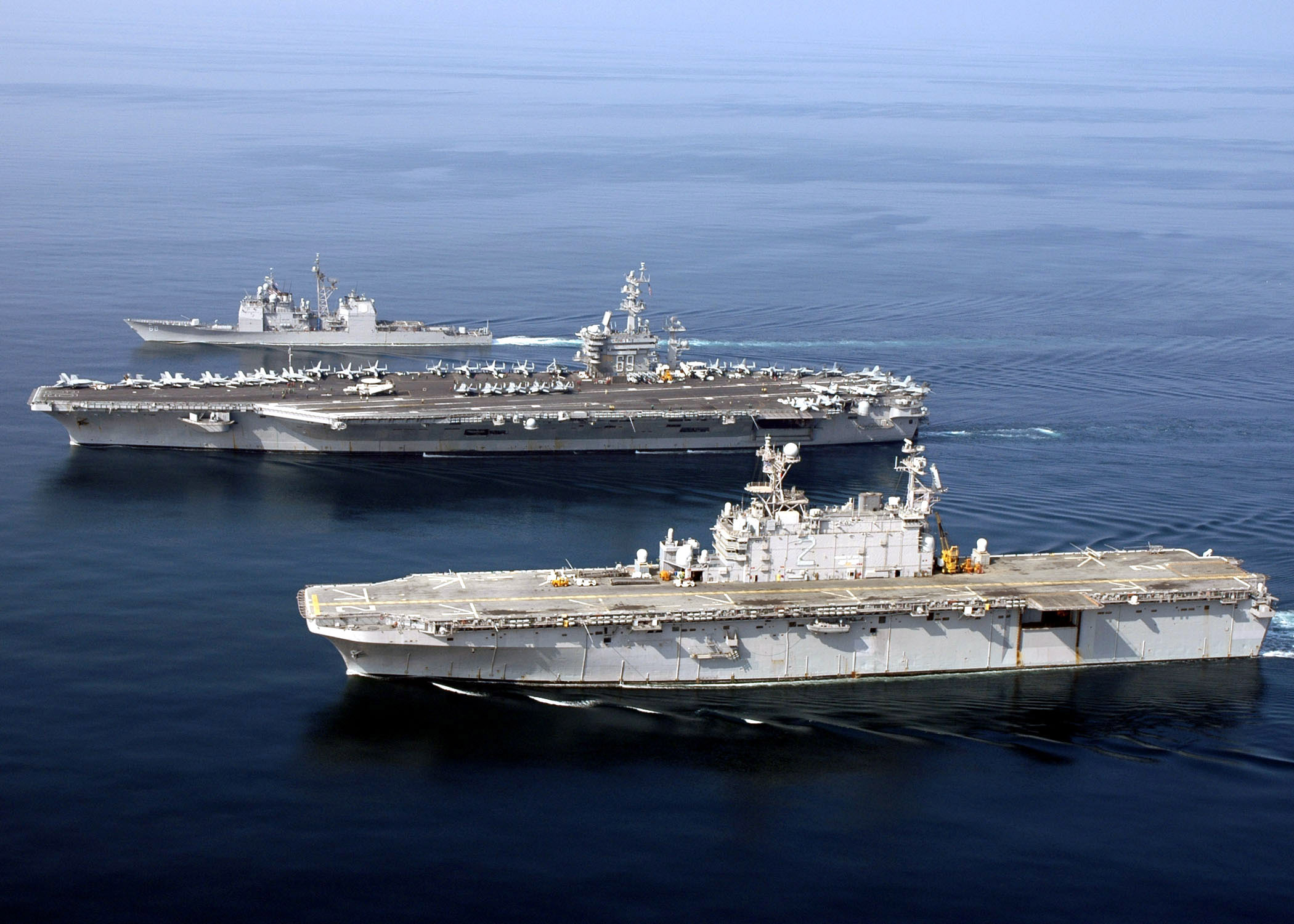
De arriba abajo: crucero, portaviones y buque de asalto anfibio de la Armada de los Estados Unidos.

- Con aviación naval embarcada: requiere disponer de portaaviones (de uno u otro tipo), lo que aumenta mucho el gasto, al ser naves caras de operar y mantener. En el mundo no llegan a 10 naciones con esta capacidad.
- Con fuerza anfibia: la poseen las armadas más potentes del mundo. Necesita, además de la capacidad aérea, una capacidad de transportar gran número de tropas (generalmente varios miles de soldados), con vehículos de todas clases (incluidos los blindados y los helicópteros), armarlos y abastecerlos de todo lo necesario para vivir y cumplir su misión. Muchas naciones poseen buque de asalto anfibio y cuerpos de infantería de marina, pero no cuentan con portaaviones que les den cobertura, por lo que no son realmente fuerzas anfibias. Como tal, esta capacidad solo la tiene un grupo de ocho Estados en el mundo.

## El mando
Las denominaciones de los diferentes componentes de la armada se diferencian de las otras fuerzas militares, adaptándose al carácter de las unidades navales. El mando de las agrupaciones de unidades mayores recae en los oficiales generales, comprendiéndose en estos a contralmirantes, vicealmirantes y almirantes.
El personal de la armada o marina de guerra se distingue por el grado militar; generalmente los estudiantes del arma son denominados cadetes o guardiamarinas. A los cinco años ascienden al grado de alféreces de fragata y siguen progresando hasta el grado máximo de almirante.

## Operaciones

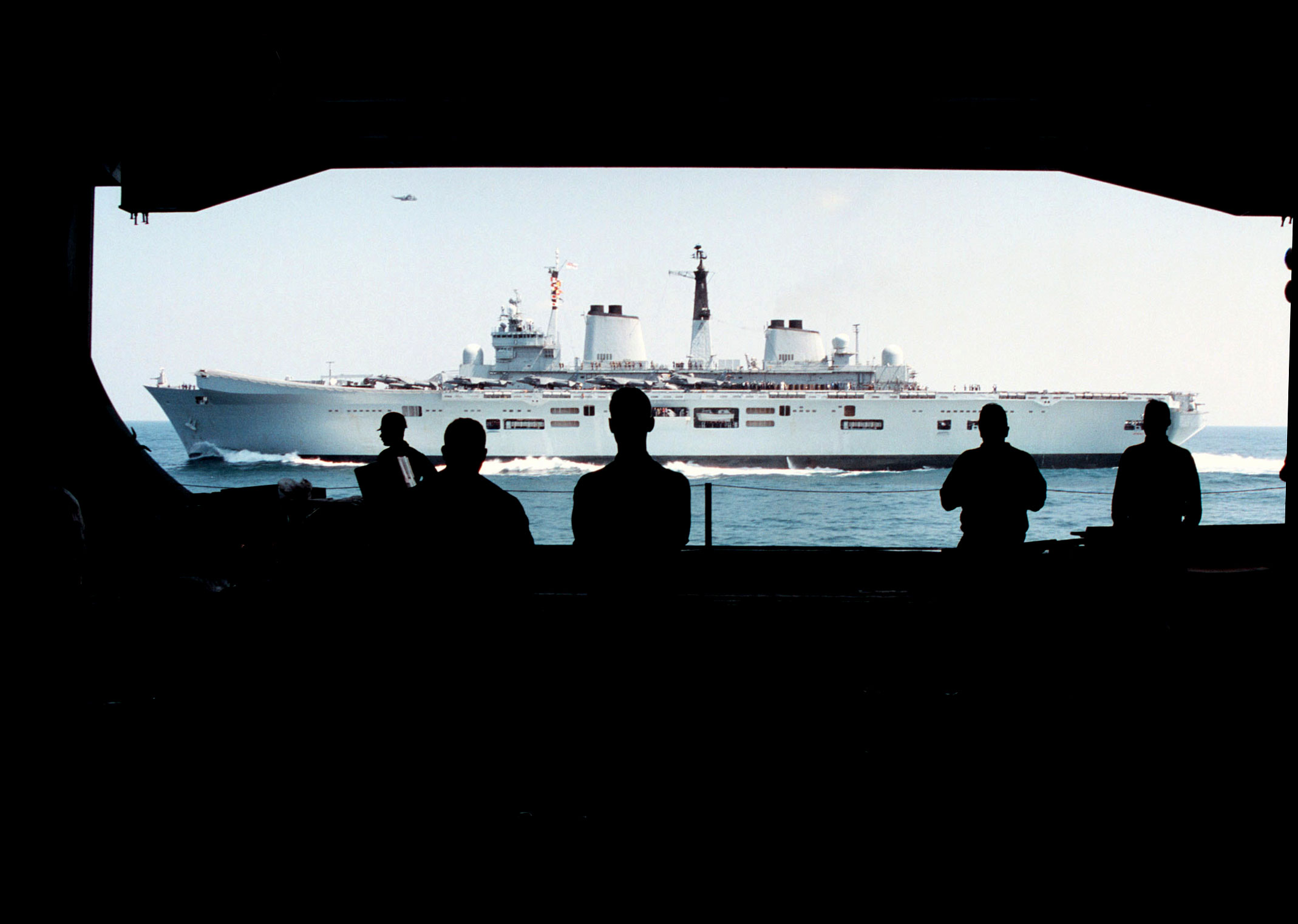
El navío de guerra británico HMS Invincible navega hacia las Islas Malvinas durante la guerra de las Malvinas de 1982. La guerra de las Malvinas fue el mayor conflicto naval desde la Segunda Guerra Mundial.

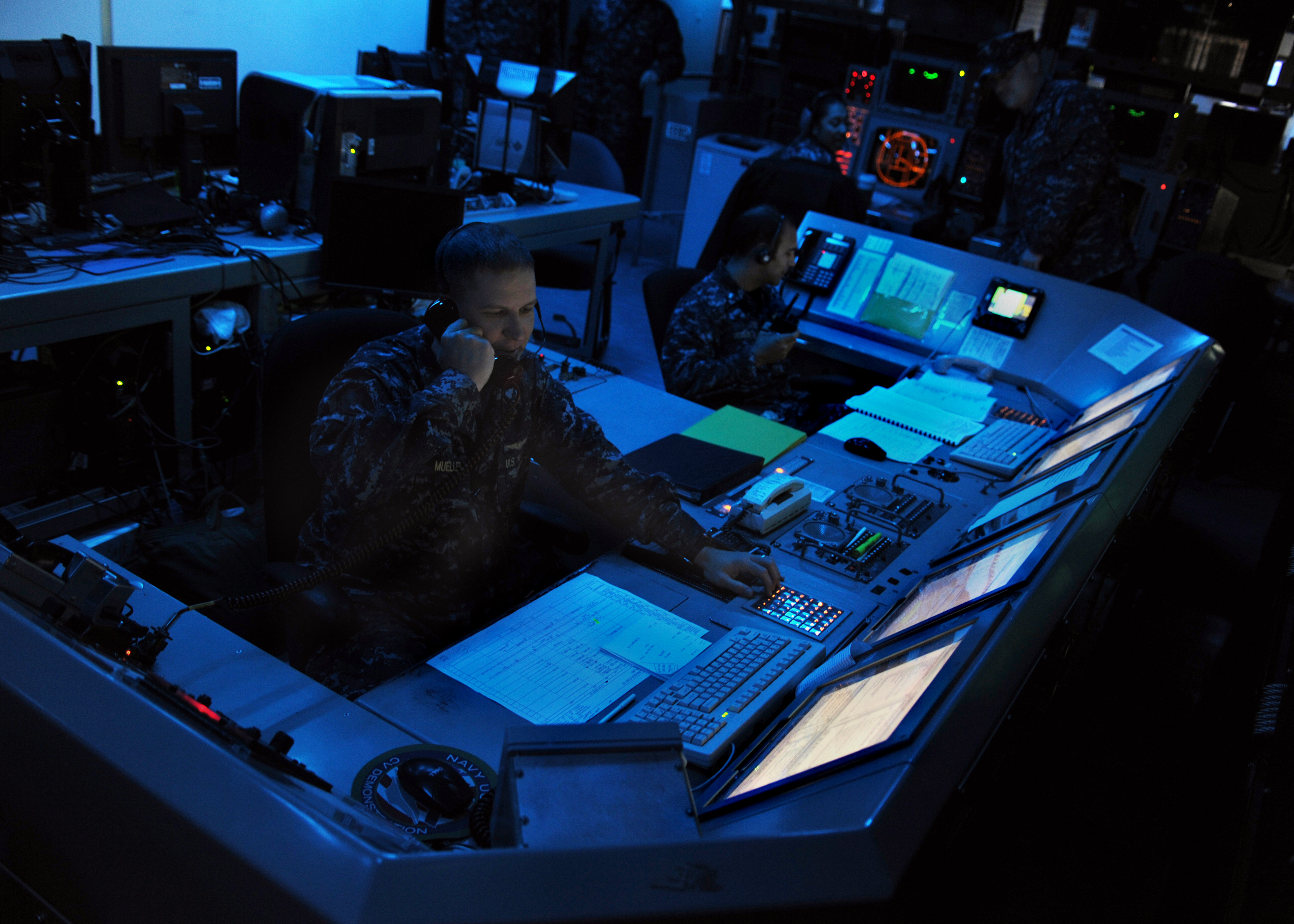
Oficiales de la Navy estadounidense a bordo del portaaviones USS Abraham Lincoln supervisan los sistemas de defensa durante las operaciones de seguridad marítima. Las armadas pueden llevar a cabo operaciones militares distintas de la guerra.

Una armada suele operar desde una o más bases navales. La base es un puerto especializado en operaciones navales, y a menudo incluye viviendas, un depósito de municiones, muelles para los buques y diversas instalaciones de reparación. En tiempos de guerra pueden construirse bases temporales en las proximidades de lugares estratégicos, ya que resulta ventajoso en términos de patrullas y estacionamientos. Las naciones con fuerzas navales históricamente fuertes han considerado ventajoso obtener derechos de base en otros países en zonas de interés estratégico.
Los buques de la Armada pueden operar de forma independiente o en grupo, que puede ser una pequeña escuadra de buques comparables o una flota naval más grande de varios buques especializados. El comandante de una flota viaja en el buque insignia, que suele ser el más potente del grupo. Antes de que se inventara la radio, las órdenes del buque insignia se comunicaban mediante banderas. Por la noche se podían utilizar lámparas de señales con un fin similar. Más tarde, éstas fueron sustituidas por el radiotransmisor, o por la luz intermitente cuando se necesitaba silencio radioeléctrico.
Una "armada de aguas azules" está diseñada para operar lejos de las aguas costeras de su nación de origen. Se trata de buques capaces de mantenerse estacionados durante largos periodos de tiempo en las profundidades oceánicas, y contarán con una larga cola logística para su apoyo. Muchos son también de propulsión nuclear para ahorrarse tener que repostar. Por el contrario, una "armada de aguas marrones" opera en la periferia costera y a lo largo de las vías navegables interiores, donde los buques de guerra oceánicos más grandes no pueden entrar fácilmente. Las potencias regionales pueden mantener una "armada de aguas verdes" como medio de proyección de fuerza localizada. Las flotas de aguas azules pueden necesitar buques especializados, como dragaminas, cuando operan en las regiones litorales a lo largo de la costa.

## Evolución de la clasificación de las principales armadas por tonelaje
Cabe señalar de antemano que la clasificación por capacidad operativa es diferente de la clasificación por tonelaje.

### En 2018
En 2018, las ocho principales armadas del mundo por tonelaje de buques de guerra eran las siguientes:
- Estados Unidos: 2,8 millones de toneladas
- Rusia: 1 millón de toneladas
- China: 0,9 millones de toneladas
- Reino Unido: 0,47 millones de toneladas
- Japón: 0,32 millones de toneladas
- Francia: 0,29 millones de toneladas
- India: 0,23 millones de toneladas
- Italia: 0,18 millones de toneladas

### En 2016
La clasificación para 2016 es la siguiente:
- Estados Unidos: 3 millones de toneladas
- China: 1,2 millones de toneladas
- Rusia: 1,15 millones de toneladas
- Reino Unido: 0,41 millones de toneladas
- Japón: 0,4 millones de toneladas
- India: 0,3 millones de toneladas
- Francia: 0,28 millones de toneladas
- Corea del Sur: 0,18 millones de toneladas

### En 2008
La clasificación de 2008 es la siguiente:[cita requerida]
- Estados Unidos: 3 millones de toneladas
- Rusia: 1,15 millones de toneladas
- China: 0,85 millones de toneladas
- Reino Unido: 0,48 millones de toneladas
- Japón: 0,37 millones de toneladas
- Francia: 0,3 millones de toneladas
- India: 0,23 millones de toneladas
- Italia: 0,14 millones de toneladas

### En 1988
Esta es la clasificación para el año 1988:[cita requerida]
- Estados Unidos: 4,2 millones de toneladas
- Rusia (URSS): 3,5 millones de toneladas
- Reino Unido: 0,59 millones de toneladas
- Francia: 0,3 millones de toneladas
- Japón: 0,23 millones de toneladas
- Alemania (RFA): 0,17 millones de toneladas
- India: 0,16 millones de toneladas
- Italia: 0,14 millones de toneladas

## Las veinte armadas más potentes en 2020
El Military Balance, publicado anualmente por el Instituto Internacional de Estudios Estratégicos, clasifica a las armadas del mundo por sus efectivos brutos, mezclando las armadas que incluyen una infantería de marina, a veces numerosa, y las que no, ya sea porque la infantería de marina está considerada separadamente o porque forma parte del Ejército de Tierra.
Según esta poco significativa clasificación, los 20 principales ejércitos navales del mundo en 2020 fueron:
| País                      | Efectivos |
| ------------------------- | --------- |
| Estados Unidos de América | 346 500   |
| China                     | 260 000   |
| Rusia                     | 150 000   |
| Brasil                    | 85 000    |
| Corea del Sur             | 70 000    |
| Tailandia                 | 69 850    |
| Indonesia                 | 69 050    |
| Corea del Norte           | 60 000    |
| Colombia                  | 56 400    |
| México                    | 50 500    |
| Sri Lanka                 | 50 000    |
| Japón                     | 45 350    |
| Turquía                   | 45 000    |
| Taiwán                    | 40 000    |
| Vietnam                   | 40 000    |
| Francia                   | 34 700    |
| Reino Unido               | 33 050    |
| Italia                    | 28 850    |
| Venezuela                 | 25 500    |